# Експресо Рохо
Експресо Рохо (на испански: Expreso Rojo) е колумбийски футболен отбор от Хирардот, департамент Кундинамарка. В сравнително кратката си история отборът няколко пъти сменя града, в който домакинства.

## История
Корените на отбора могат да бъдат проследени до края на 90-те години на 20 век. Тогава е първото участие на Унивале в Категория Примера Б, като през първата половина на сезона играе мачовете си в Хамунди, а слабо посетените мачове през втората половина се мести в Палмира. През 1999 г., след сключването на спонсорски договор с едноименната фирма за автобусни превози, тимът променя името си на ФК Експресо Палмира. След едно трето и седмо място в общото класиране на втора дивизия, Експресо Палмира престава да съществува.
През 2002 г. група бизнесмени купуват лиценза на отбора и го използват за да създадат Експресо Рохо в град Картахена. През 2003 г. тимът участва в Категория Примера Б, където завършва на първо място в редовния сезон, но остава на последното четвърто място в своята полуфинална плейофна група. В следващите години по редица причини - например финансови или заради липса на фенове - Експресо Рохо многократно сменя градовете, в които домакинства. През това време липсват успехите, с изключение на 2008 г., когато отборът става първият втородивизионен тим, стигнал до полуфинал за Купата на Колумбия. В предварителната група Експресо Рохо завършва на второ място с равни точки с първодивизионния Онсе Калдас и пред първодивизионните Депортес Толима и Атлетико Уила и още два втородивизионни отбора. В директните елиминации тимът изхвърля грандовете Депортиво Кали и Атлетико Насионал, преди да бъде спрян от Онсе Калдас. Следващата година Експресо Рохо е на една победа от класиране за финала на турнира Апертура, но не успява.
Странстването на Еспресо Рохо
- 2003-2004: Картахена (Боливар)
- 2005: Синселехо (Сукре)
- 2006: Картахена (Боливар)
- 2007-2008: Фусагасуга (Кундинамарка)
- 2009-2010: Сапакуира (Кундинамарка)
- 2011: Фусагасуга (Кундинамарка)
- 2011-2012: Соача (Кундинамарка)
- 2013: Факататива (Кундинамарка)
- 2014-0: Хирардот (Кундинамарка)

## Играчи

### Известни бивши играчи
- Тиери Фиджо

## Успехи
- Купа на Колумбия:
  - Полуфинал (1): 2008